# AuDee CONNECT
『AuDee CONNECT』（オーディー・コネクト）は、JFN系列で2022年4月5日（4日深夜）から放送されている深夜のワイド番組である。放送時間は、火曜 - 金曜の2:00 - 4:00（月曜 - 木曜の26:00 - 28:00）。略称及び愛称は『オデコネ』。

## 概要
これまでJFN系列では、2007年4月にスタートした『DAY BREAK』から『ON THE PLANET』まで、大人を主要ターゲットとした音楽番組や情報番組といった深夜ワイド番組を放送していた。
当番組は、新たな創作やパフォーマンスを続けるパーソナリティと、敏感な感覚でキャッチするZ世代を中心とした若者リスナーを結びつける『深夜のカルチャーバラエティ』を目指している。当番組に近い形式で木曜に放送していた『ON THE PLANET Thursday Edition』（2021年10月 - 2022年3月）が実質的な前身番組となっている。
JFN系列の深夜帯バラエティは『やまだひさしのラジアンリミテッドDX』が2010年3月に終了して以来12年ぶりとなる。
前番組『ON THE PLANET』では月曜 - 水曜の放送だったTOKYO FMが、当番組のスタートと同時に木曜を含めた週4回の放送を再開した。なお、木曜の放送は『BIG SPECIAL』時代の2014年4月以来8年ぶりである。また、FM大阪が『ON THE PLANET』の制作を終了した2021年9月以来半年ぶりに木曜の制作を再開した。
『ON THE PLANET』と同様に、JFNCとTOKYO FM（月曜 - 水曜）・FM大阪（木曜）が共同制作する形式を取っていた。また、FMラジオでの地上波放送やradikoでのタイムフリー再生・エリアフリー再生に加えて、AuDeeでのオンデマンド配信も行うなど、様々なコンテンツを展開させる。
なお、FM大阪での当番組の放送は2024年3月28日をもって終了している（後番組は自社制作のフィラー番組『HIT STREET』）。但し木曜の制作は2024年9月27日の放送まで、当番組のネット局に向けて裏送りを行っていた。翌週の2024年10月3日からの木曜放送分もTOKYO FMの共同制作になると共に、30分ごとに4組のパーソナリティがそれぞれ放送する形式となり、2024年10月～12月の木曜3:30 - 4:00の枠のパーソナリティは月替わり制で放送された。

## パーソナリティ
曜日表記は放送枠上の曜日（前日深夜）で表記。
- 月曜 - 狩野英孝（2022年4月4日 - ）、ぐちつぼ【内包番組「ぐちつぼゲェム部」】（2025年4月7日-）
- 火曜 - 緑仙（にじさんじ、2022年10月4日 - ）[5]、 和田雅成【内包番組「和田雅成のオレナリにやってます」】（2024年5月7日-）
- 水曜 - 蓮見翔（ダウ90000、2022年4月6日 - ）、 大森日向【内包番組「舞台『魔法使いの約束』ラジオ広報室」】（2024年5月1日-）
- 木曜 - 下記4本の番組を30分ごとに放送。
  - NCT WISH『NCT WISHのCHAT WITH WISH!』（2024年10月3日 - 、2:00 - 2:30）
  - ファン太『ファン太のとにかく出してこ』（2024年10月3日 - 、2:30 - 3:00）
  - 超学生『超学生の仮面を脱ぐ夜』（2024年10月3日 - 、3:00 - 3:30）
  - 命 -mikoto-（-真天地開闢集団-ジグザグ）『ジグザグ 命-mikoto-の【みこラジ】』（2025年1月2日 - 、3:30 - 4:00）

### 過去の出演者
- 月曜 - White Tails（コーナー出演）（2022年4月11日 - 2025年1月27日）[6]
  - Lienel（コーナー出演）（2025年2月3日 - ３月31日）[7]
- 火曜 - 大野雄大・花村想太（Da-iCE、2022年4月5日 -  9月27日）[8]
  - 中谷日出（コーナー出演）（2022年4月12日 - 2023年3月28日）[9]
- 水曜 - 紗倉まな（2022年4月6日[注釈 3] - 2023年6月28日）[注釈 4]
- 木曜 - teppei・KOPERU（梅田サイファー[注釈 5]、2022年4月7日 - 2024年9月26日）
  - 花宮初奈『花宮初奈の217find! うぃそんぐ ふぉ〜ゆー』（2024年10月、3:30 - 4:00）
  - 長谷川育美『長谷川育美 公式ラジオ（地上波）』（2024年11月、3:30 - 4:00）
  - 絵森彩『えもりん家にめたよっちゃばれ!』（2024年12月、3:30 - 4:00）

## アシスタント

### 月曜
狩野がパーソナリティを担当する月曜は、マセキ芸能社に所属する芸人が月ごとの交代制でアシスタントを担当している。
| 月         | アシスタント | 備考 |
| ---------- | --- | --- |
| 2022年 4月 | ほしのディスコ（パーパー）                                                                                        | 第4週目は、ほしのディスコが本名の星野一成の名義で歌手としてのメジャーデビュー曲『いとしの悪魔ちゃん』をラジオで初オンエアされた。 |
| 5月        | 芝大輔（モグライダー）                                                                                            | |
| 6月        | - かが屋（第1週） - 賀屋壮也（かが屋）（第2 - 4週）                                                               | 第1週目は月曜パーソナリティの狩野が新型コロナウイルス陽性のために欠席したため、6月のアシスタントである賀屋と相方の加賀翔の2人でパーソナリティを担当した。                                                                                               |
| 7月        | ルシファー吉岡 | |
| 8月        | カトゥー | |
| 9月        | カナメストーン | |
| 10月       | 高田ぽる子 | |
| 11月       | きしたかの | |
| 12月       | カトゥー | |
| 2023年 1月 | スーパーニュウニュウ                                                                                              | この月より○○トロ・ドンのコーナーがスタートした。 |
| 2月        | ゆーびーむ☆ | |
| 3月        | 安原カラス | |
| 4月        | 池田勝（ジグザグジギー）                                                                                          | |
| 5月        | 矢巻駿（演芸おんせん）                                                                                            | |
| 6月        | ニッキューナナ | |
| 7月        | 青木泰寛（セイシュン・ダーツ）                                                                                    | |
| 8月        | オンリー2 | |
| 9月        | - カントリーズ（第1・2週） - 福田純一（カントリーズ）（第3・4週） - おべんとばこ中川（オンリー2）（第4週）        | えざお（カントリーズ）は第3週目を体調不良のため欠席したが、2023年9月23日にマセキ芸能社からえざおが同年9月21日に急死したことを発表。 このため、第4週目は内容を変更してえざおにまつわるエピソードや、リスナーからのえざおへのメッセージを中心に放送した。 |
| 10月       | あいなぷぅ（パーパー）                                                                                            | 第4週目は、2023年10月21日に開催された『キングオブコント』の決勝に出場したジグザグジギーの池田勝が電話出演した。 |
| 11月       | 寺田寛明 | |
| 12月       | スーパーニュウニュウ                                                                                              | |
| 2024年 1月 | 宮澤聡（ジグザグジギー）                                                                                          | |
| 2月        | 勢登健雄 | |
| 3月        | 演芸おんせん | |
| 4月        | 中津川弦 | |
| 5月        | ハンジロウ | |
| 6月        | ガクヅケ | |
| 7月        | サスペンダーズ | |
| 8月        | - 斉藤アー（マタンゴ） - 高田ぽる子                                                                               | |
| 9月        | ひつじねいり | |
| 10月       | カナメストーン | 第1週目は、同月10日をもって解散したスーパーニュウニュウがゲスト出演した。 |
| 11月       | きしたかの | 第1週目は、狩野が体調不良により欠席したため、きしたかのの2人がパーソナリティを担当した。 第2週目は、番組途中で木梨憲武が登場した。 |
| 12月       | - 中津川弦 - 矢巻駿（演芸おんせん）                                                                               | |
| 2025年 1月 | カトゥー | |
| 2月        | - カントリーズ福田（米ェズ） - ゆーびーむ☆                                                                        | |
| 3月        | ルシファー吉岡 | 第4週目は、ルシファー吉岡が体調不良により欠席したため、ともしげ（モグライダー）がアシスタントを担当した。 |
| 4月        | - 品川祐（品川庄司）（第1週） - 池田一真（しずる）（第2週） - 中岡創一（ロッチ）（第3週） - クールポコ。（第4週） | 「新生活突入！ 狩野英孝のお友達芸人スペシャル！」と題し、週替わりでゲストが迎えられた。 |
| 5月        | ともしげ（モグライダー）                                                                                          | 第2週目は、狩野が体調不良により欠席したため、ルシファー吉岡がパーソナリティを担当した。 |
| 6月        | ベルナルド | 第3週目は、ベルナルドは欠席し、ゲストとしてサンドウィッチマンが迎えられた。 |
| 7月        | 池田勝（ジグザグジギー）                                                                                          | |

### 水曜
2022年8月より約2か月を予定して紗倉まなが休養期間に入ったため、代打MC（ゲストパートナー表記もあり）が置かれる。
- 8月3日深夜（4日）：道上珠妃・園田祥太（ダウ90000）
- 8月10日深夜（11日）：カツセマサヒコ（小説家）
- 8月17日深夜（18日）：宍戸里帆（セクシー女優）
- 8月24日深夜（25日）、魚豊（漫画家）
- 8月31日深夜（9月1日）：金井弓子（編集者）
- 9月7日深夜（9月8日）：飯原僚也・吉原怜那（ダウ90000）
- 9月15日深夜（9月16日）：澤部渡（スカート）
- 9月21日深夜（9月22日）：小沢一敬（スピードワゴン）
- 9月28日深夜（9月29日）：勝村政信（俳優）

## ゲスト
火曜のゲストは3時台に登場。ゲストは、ミュージシャンやバンド以外にも様々なクリエイターが登場することも少なくない。木曜は、レギュラーパーソナリティのteppei・KOPERUの他に、梅田サイファーのメンバーをゲストパーソナリティとして迎える。
火曜
| 放送日  | ゲスト                                   |
| ------- | ---------------------------------------- |
| 4月5日  | 三原健司・三原康司（フレデリック）       |
| 4月12日 | jon-YAKITORY                             |
| 4月19日 | 神田澪                                   |
| 4月26日 | アマダシンスケ・カマタリョウガ（FOMARE） |
| 5月3日  | 斎藤宏介（UNISON SQUARE GARDEN）         |
| 5月10日 | ほしのディスコ（パーパー）               |
| 5月17日 | コージロー・テラ（ソウルズ）             |
| 5月24日 | さかな芸人ハットリ                       |
| 5月31日 | 浪岡真太郎・大島真帆（Penthouse）        |
| 6月7日  | PORIN（Awesome City Club）               |

木曜
2022年
| 放送日   | ゲスト                                                                     |
| -------- | -------------------------------------------------------------------------- |
| 4月7日   | peko、Cosaqu                                                               |
| 4月14日  | DJ SPI-K・KBD a.k.a 古武道                                                 |
| 4月21日  | KennyDoes・OSCA・テークエム                                                |
| 4月28日  | KZ・コーラ・ILL SWAG GAGA                                                  |
| 5月12日  | tella a.k.a. GeckoTribe・OSCA・テークエム・HATCH                           |
| 5月19日  | KZ・コーラ・Cosaqu・KBD a.k.a. 古武道                                      |
| 5月26日  | DJ SPI-K・ILL SWAG GAGA                                                    |
| 6月2日   | KennyDoes                                                                  |
| 6月9日   | ISSEI(KOPERU＆ISSEI)                                                       |
| 6月16日  | peko・ILL SWAG GAGA                                                        |
| 6月23日  | OSCA・KBD                                                                  |
| 6月30日  | 775                                                                        |
| 7月7日   | KBD・DJ SPI-K                                                              |
| 7月14日  | テークエム・Cosaqu                                                         |
| 7月28日  | ILL SWAG GAGA・KennyDoes                                                   |
| 8月4日   | R-指定・KZ・コーラ                                                         |
| 8月11日  | KennyDoes                                                                  |
| 8月18日  | Cosaqu・DJ SPI-K                                                           |
| 8月25日  | テークエム                                                                 |
| 9月1日   | 大和イチロウ・野田クリスタル(インタビュー)                                 |
| 9月8日   | OSCA・オッパショ石                                                         |
| 9月15日  | KZ・コーラ                                                                 |
| 9月22日  | KBD・DJ SPI-K・ILL SWAG GAGA                                               |
| 9月29日  | ILL SWAG GAGA                                                              |
| 10月13日 | 笑福亭鉄瓶・加藤登紀子(インタビュー)                                       |
| 10月20日 | KZ・テークエム                                                             |
| 10月27日 | Kenny Does・ILL SWAG GAGA                                                  |
| 11月3日  | R-指定・Kenny Does                                                         |
| 11月10日 | ILL SAWG GAGA・SPI-K                                                       |
| 11月17日 | OSCA                                                                       |
| 11月24日 | KZ・KBD                                                                    |
| 12月1日  | Kenny Does・Cosaqu                                                         |
| 12月8日  | Resonance(Rentaro、GEN)、紗倉まな(インタビュー)                            |
| 12月15日 | peko                                                                       |
| 12月22日 | KBD・ILL SWAG GAGA・ようせいハム子・Draw4 ライソン株式会社(社員の方が登場) |
| 12月29日 | KZ・コーラ・OSCA・HATCH・KBD・SPI-K Cosaqu・ILL SWAG GAGA                  |

2023年
| 1月5日   | ジャーゲ・ジョージ                                   |
| 1月12日  | Cosaqu・ISSEI                                        |
| 1月19日  | KBD・ILL SWAG GAGA                                   |
| 2月2日   | KBD                                                  |
| 2月9日   | Cosaqu                                               |
| 2月16日  | peko・Kenny Does                                     |
| 2月23日  | コーラ・KZ・SPI-K・Aマッソ(インタビュー)             |
| 3月2日   | テークエム、IKE                                      |
| ３月9日  | SATUSSY (韻踏合組合)                                 |
| 3月16日  | HATCH                                                |
| 3月23日  | キュウソネコカミ(ヤマサキセイヤ、ヨコタシンノスケ)   |
| 4月6日   | ちゃんだい、りあ                                     |
| 4月13日  | コン梅田、福岡のレイ、Cosaqu                         |
| 4月20日  | ILL SWAG GAGA、SPI-K                                 |
| 4月27日  | KZ                                                   |
| 5月4日   | コーラ                                               |
| 5月11日  | KZ                                                   |
| 5月18日  | peko、Kenny Does                                     |
| 5月25日  | THE POR                                              |
| 6月8日   | HATCH                                                |
| 6月24日  | peko                                                 |
| 7月1日   | KBD、河内家菊水丸(インタビュー)                      |
| 7月7日   | ILL SWAG GAGA、Lily Spacey(ようせいハム子)           |
| 7月21日  | HATCH                                                |
| 7月28日  | テークエム、少女歌劇団ミモザ―ヌ(インタビュー)        |
| 8月4日   | Cosaqu、SPI-K                                        |
| 8月11日  | Kenny Does、Resonance                                |
| 8月18日  | peko、仲川幸宏(日本精機宝石工業（JICO）インタビュー) |
| 8月31日  | ようせいハム子                                       |
| 9月7日   | DJ FUMMY(インタビュー)                               |
| 9月14日  | ミステリオ、EXIT(インタビュー)                       |
| 9月21日  | ジュマンジ―ズ(たまこう、ミネ、HATCH)                 |
| 9月28日  | ISEEI                                                |
| 10月5日  | KZ、笑福亭鉄瓶                                       |
| 10月19日 | コーラ                                               |
| 10月26日 | テークエム                                           |
| 11月17日 | HIDADDY                                              |
| 11月24日 | ミステリオ                                           |
| 12月1日  | peko                                                 |
| 12月8日  | ISSEI、ILL SWAG GAGA                                 |
| 12月22日 | ISSEI、CHICO CARLITO、(hokuto)                       |
| 12月29日 | Rentaro、T2、MONSTER、KBD                            |

2024年
| １月11日 | YRD Leo                          |
| 1月25日  | MACK JACK                        |
| 2月1日   | KBD                              |
| 2月15日  | キュウソネコカミ                 |
| 2月29日  | KBD                              |
| 3月7日   | Yae(インタビュー)                |
| 3月14日  | Cosaqu                           |
| 3月21日  | Kenny Does、ビスケットブラザーズ |
| 3月28日  | Bigfumi                          |
| ４月4日  | Kroi(インタビュー)               |
| 4月11日  | ジュマンジーズ                   |
| 4月18日  | Kenny Does                       |
| 4月25日  | ISSEI                            |
| 5月2日   | edhiii boi(インタビュー)         |
| 5月9日   | KZ                               |
| 5月16日  | コーラ、HATCH                    |
| 5月30日  | MACK JACK                        |
| 6月6日   | CHICO CARLITO(インタビュー)      |
| 6月13日  | KZ、KBD                          |
| 6月20日  | KBD、Ryo                         |
| 6月27日  | 緑仙(インタビュー)               |
| 7月4日   | KEN THE 390                      |
| 7月11日  | ミステリオ、九州男               |
| 7月25日  | KZ、高木"JET"晋一郎              |
| 8月1日   | ISSEI                            |
| 8月8日   | KBD、スト６プレイヤー            |
| 8月15日  | どぐら(インタビュー)             |
| 8月22日  | Cosaqu                           |
| 8月29日  | peko                             |

## 内容
当番組では各曜日ごとにテーマを設定するとともに、パーソナリティの個性とリスナーとの双方向性を生かしたコーナーを数多く放送している。
放送は原則生放送であるが、パーソナリティの都合により放送当日の早い時間帯に事前収録する場合も少なくない（特に月曜・水曜）。事前収録の場合、コーナーへのメールによる投稿は放送当日の指定された時間帯までに送ることが必須である。
月曜の番組リスナーはWhat is Love?と呼ばれ、ノベルティとして番組ステッカーがある。
当番組のXハッシュタグは、下記の通り放送される各曜日ごとに異なる。
- 月曜 - #狩野のオデコネ
- 火曜 - #緑仙はやく寝ろ[注釈 7]
- 水曜 - #ハスマナ（ハッシュタグの名称は、パーソナリティの「蓮」見翔と元パーソナリティの紗倉「まな」から。紗倉が抜けた後も水曜専用タグとして継続。新たな「マナ」にはどんな意味があるのかというネタ募集も開始）[注釈 8]
- 木曜 - #梅田オデコネ

また、木曜日は2023年6月8日にエフエム大分、2024年9月5日にエフエム熊本からの生放送も実施している。

### コーナー
月曜
- 狩野会に入りたい! - リスナーが特技や趣味を書いて『狩野会』に入りたいことをアピールする。狩野が認めた場合は入会となる。
- アレルギー - 2022年7月より開始。狩野とアシスタントが共感するようなリスナーが嫌に思っていることを募集するコーナー[27]。
- ○○トロ・ドン - 2023年1月より開始。アシスタントの好きなアーティストの楽曲のイントロドン対決をおこなうコーナー[16]。勝敗予想によるプレゼント企画もおこなっている。
- 今週のWhat is Love? - AuDeeプレミアムのみで聴けるコーナー。番組リスナーの近況を募集するコーナー[28]。
- 君に届け - 2023年4月より開始。著名人への愛を募集するコーナー[28]。
- エゴサポリス - 2023年4月より開始。ネットニュースになっていたことを募集し、番組がどうすればニュースになるかを考えるコーナー[28]。
- フレーズ選手権 - 狩野の代表的なフレーズ『ラーメン・つけ麺・僕イケメン！』のようなテンポ感あふれるフレーズを紹介する。現在は不定期。
- リモートライブ - リスナーのオリジナルソングを電話越しに狩野の前で演奏するコーナー。アカペラやギターの弾き語りなど演奏形式は自由。狩野が休演した際は「リモートラブレター」として狩野への愛を募集していた[11]。現在は不定期。
- オデコネ ベストスリー - テーマ問わず、リスナーのオリジナルのベストスリーを募集するコーナー。
- これ見たくないですか？ - 2025年3月『AのV』終了に伴い開始。狩野にオススメしたい実在する、もしくは架空の映像コンテンツの紹介を募集するコーナー。

火曜
- MUSIC EGGS NOTE - リスナーからの音楽・音楽業界・エンタメ業界にまつわる質問にDa-iCEの2人が答える。
- Da-iCEに聞く！白黒REVERSi - Da-iCEの2人が、いくつか候補があって悩んでいるリスナーの事柄に白黒を判定する。

水曜
- これってカルチャーですか？ - リスナーが日々の暮らしで『カルチャーかな？』と思ってしまったことを紹介する。
- コンテンツコネクト - 映画、音楽、演劇、漫画、You Tube…リスナー推薦のコンテンツを毎週1つチェックし、感想戦を繰り広げる。
- もう一つの世界線 - 先週の放送で引っかかった発言や反省点に関するリアクションメールを紹介し、やりとりする。
- 俺バカ構文 - ドラマや漫画でお決まりの構文「俺、バカだからよくわかんねぇけど…」に続く、本当にバカなセリフを紹介する。
- 声に出したくない日本語- サイコ、カオス、ワンチャン、陰キャ、あーだこーだ…など、蓮見が嫌いそうな言葉を散りばめた「ふつおた」を紹介する。
- パンはパンでも食べられないパンはパンツ - なぞなぞが苦手な紗倉まなにリスナー考案のオリジナルなぞなぞを出題する。
- 途中でセックスした映画 - タイトル通り、途中でセックスした映画を紹介する。AuDeeプレミアム会員向けのコーナー。
- 東京卍ラブレターズ - 『ラブレターズのオールナイトニッポン0』（ニッポン放送）や『ラブレターズの夜光虫』（TOKYO FM）の終了の原因と反省ポイントをラジオパーソナリティ初心者の蓮見が紹介する。コーナー名は『東京卍リベンジャーズ』が元ネタ。

### 内包番組
月曜
•ぐちつぼゲェム部（2025年4月7日-）毎週月曜深夜26時45分〜27時00分
火曜
•和田雅成のオレナリにやってます（2024年5月7日-）毎週火曜深夜27時05分〜27時20分
水曜
•舞台『魔法使いの約束』ラジオ広報室（2024年5月1日-）毎週水曜深夜27時38分〜27時53分

### 過去のコーナー
月曜
- 実話会談 - リスナーが体験した恐怖体験を募集するコーナー[11]。
- オファー - 2022年7月より開始。狩野とアシスタントにやってもらいたい仕事とそのギャラの案を募集するコーナー[29]。
- AのV - 2022年7月より開始。AVを見ない狩野にオススメしたい実在する、もしくは架空のAVの紹介を募集するコーナー[30]。アシスタントが登場するネタAVも受け入れている。

木曜（2022年4月7日 - 2024年9月26日）
- リスナー韻天下一武道会 - あらかじめテーマを設定した韻を踏んだ文章をリスナーが投稿し、それをフリースタイルラップで紹介する。その日のチャンピオンには番組ステッカーをプレゼントしている。
- KZコーラの日本縦断徒歩の旅 - 梅田サイファーのメンバー・KZとコーラが、鹿児島県の佐多岬から北海道の宗谷岬まで約3300㎞を徒歩で目指す様子をスタジオと電話でつないでを伝える。
- どっちのサイファーショー - リスナーから募集を基に梅田サイファーメンバーが即興でサイファーをするコーナー。「犬派・猫派」などに分かれてサイファーを行い勝敗を決める。
- KBD presents 世界の缶詰
- HIP HOP飯…番組定番コーナー。当初はHIP HOPを感じる飯を紹介するコーナーだったが紆余曲折ありHIP HOPを聴きながら食事をするコーナーに変化した。
- Rap トレジャー
- Keep on グランプリ
- 名作GAGA劇場
- 助けてpeko兄貴！
- ようこそ！踏んじゃった組合…韻踏合組合の楽曲「踏んじゃった (feat. Lily Spacey)」のビートに合わせて読みたい韻を踏んだ文章を送ってもらうコーナー
- 6秒の壁…アニメ『ザ・ファブル』OPが決定したためスタートしたコーナー。リスナーから6秒で出来そうなことを募集しKOPERU、teppeiの2人が実際に挑戦していく。

この他、「例のあれ」と言われるお誕生日祝いのコーナーやテーマへのメッセージなども募集している。

### 過去の内包番組
月曜
- White Tailsの王道ラジオをやってみた（2022年4月11日 - 2025年1月27日）[6]
- 出張！Bonjour ！Lienel （2025年2月3日 - ３月31日）[7]

火曜
- 中谷日出「hello,new world～アップとルーズで伝える2050年の世界～」（2022年4月12日 - 2023年3月28日[9]）

## イベント
梅田サイファーのAuDee CONNECT
- 心斎橋ネオン食堂街3周年記念 梅田オデコネお誕生日会[31]-日時2024年3月22日(金) 18:00～21:30 場所：B2F 心斎橋ネオン食堂街 特設会場 出演：KOPERU、teppei、peko、KBD

## リリース
ALL DAY CONNECT VOL.0…梅田サイファーのAuDee CONNECTでメインDJを務めるKOPERU、teppeiによるユニット「コぺテツ」によるEP。リリースに際して年内に300枚売り切らなければユニット解散という企画をおこなっていた。

## ネット局
2025年6月現在。全局、「radiko」・「radiko.jpプレミアム」で聴取可能。
AIR-G'・FM AICHI・FM FUKUOKA・特別加盟局のinterfmは自主編成を行っているため、JOEU-FMは2:00（26:00）で放送休止となるため放送開始時から一貫して非ネットとなっている。
| 放送対象地域   | 放送局名                                    | 放送時間                                  | 備考                                                |
| -------------- | ------------------------------------------- | ----------------------------------------- | --------------------------------------------------- |
| 東京都         | エフエム東京（TOKYO FM）                    | 火曜 - 金曜 2:00 - 4:00 （月 - 木曜深夜） | 制作局（「月曜 - 水曜」 2024年10月3日以降「木曜」） |
| 青森県         | エフエム青森（AFB）                         | 火曜 - 金曜 2:00 - 4:00 （月 - 木曜深夜） |                                                     |
| 岩手県         | エフエム岩手（FM IWATE）                    | 火曜 - 金曜 2:00 - 4:00 （月 - 木曜深夜） |                                                     |
| 秋田県         | エフエム秋田（AFM）                         | 火曜 - 金曜 2:00 - 4:00 （月 - 木曜深夜） |                                                     |
| 宮城県         | エフエム仙台（Date fm）                     | 火曜 - 金曜 2:00 - 4:00 （月 - 木曜深夜） |                                                     |
| 山形県         | エフエム山形（Rhythm Station）              | 火曜 - 金曜 2:00 - 4:00 （月 - 木曜深夜） |                                                     |
| 福島県         | エフエム福島（ふくしまFM）                  | 火曜 - 金曜 2:00 - 4:00 （月 - 木曜深夜） |                                                     |
| 群馬県         | エフエム群馬（FM GUNMA）                    | 火曜 - 金曜 2:00 - 4:00 （月 - 木曜深夜） |                                                     |
| 栃木県         | エフエム栃木（RADIO BERRY）                 | 火曜 - 金曜 2:00 - 4:00 （月 - 木曜深夜） |                                                     |
| 新潟県         | エフエムラジオ新潟（FM-NIIGATA）            | 火曜 - 金曜 2:00 - 4:00 （月 - 木曜深夜） |                                                     |
| 長野県         | 長野エフエム放送（FM長野）                  | 火曜 - 金曜 2:00 - 4:00 （月 - 木曜深夜） |                                                     |
| 富山県         | 富山エフエム放送（FMとやま）                | 火曜 - 金曜 2:00 - 4:00 （月 - 木曜深夜） |                                                     |
| 石川県         | エフエム石川（HELLO FIVE）                  | 火曜 - 金曜 2:00 - 4:00 （月 - 木曜深夜） |                                                     |
| 福井県         | 福井エフエム放送（FM FUKUI）                | 火曜 - 金曜 2:00 - 4:00 （月 - 木曜深夜） |                                                     |
| 静岡県         | 静岡エフエム放送（K-MIX）                   | 火曜 - 金曜 2:00 - 4:00 （月 - 木曜深夜） |                                                     |
| 岐阜県         | エフエム岐阜（FM GIFU）                     | 火曜 - 金曜 2:00 - 4:00 （月 - 木曜深夜） |                                                     |
| 三重県         | 三重エフエム放送（レディオキューブ FM三重） | 火曜 - 金曜 2:00 - 4:00 （月 - 木曜深夜） |                                                     |
| 兵庫県         | 兵庫エフエム放送（Kiss FM KOBE）            | 火曜 - 金曜 2:00 - 4:00 （月 - 木曜深夜） |                                                     |
| 滋賀県         | エフエム滋賀（e-radio）                     | 火曜 - 金曜 2:00 - 4:00 （月 - 木曜深夜） |                                                     |
| 広島県         | 広島エフエム放送（HFM）                     | 火曜 - 金曜 2:00 - 4:00 （月 - 木曜深夜） |                                                     |
| 山口県         | エフエム山口（FMY）                         | 火曜 - 金曜 2:00 - 4:00 （月 - 木曜深夜） |                                                     |
| 島根県・鳥取県 | エフエム山陰（V-air）                       | 火曜 - 金曜 2:00 - 4:00 （月 - 木曜深夜） |                                                     |
| 岡山県         | 岡山エフエム放送（FM OKAYAMA）              | 火曜 - 金曜 2:00 - 4:00 （月 - 木曜深夜） |                                                     |
| 香川県         | エフエム香川（FM香川）                      | 火曜 - 金曜 2:00 - 4:00 （月 - 木曜深夜） | [ 注釈 9 ]                                          |
| 高知県         | エフエム高知（Hi-Six）                      | 火曜 - 金曜 2:00 - 4:00 （月 - 木曜深夜） |                                                     |
| 徳島県         | エフエム徳島（FM TOKUSHIMA）                | 火曜 - 金曜 2:00 - 4:00 （月 - 木曜深夜） |                                                     |
| 長崎県         | エフエム長崎（FM Nagasaki）                 | 火曜 - 金曜 2:00 - 4:00 （月 - 木曜深夜） |                                                     |
| 大分県         | エフエム大分（Air-Radio FM88）              | 火曜 - 金曜 2:00 - 4:00 （月 - 木曜深夜） |                                                     |
| 熊本県         | エフエム熊本（FMK）                         | 火曜 - 金曜 2:00 - 4:00 （月 - 木曜深夜） |                                                     |
| 宮崎県         | エフエム宮崎（JOY FM）                      | 火曜 - 金曜 2:00 - 4:00 （月 - 木曜深夜） |                                                     |
| 鹿児島県       | エフエム鹿児島（μFM）                       | 火曜 - 金曜 2:00 - 4:00 （月 - 木曜深夜） |                                                     |
| 沖縄県         | エフエム沖縄（FM沖縄）                      | 火曜 - 金曜 2:00 - 4:00 （月 - 木曜深夜） |                                                     |

### 過去
| 放送対象地域 | 放送局名               | 放送終了日    | 備考                                                                 |
| ------------ | ---------------------- | ------------- | -------------------------------------------------------------------- |
| 大阪府       | エフエム大阪（FM大阪） | 2024年3月28日 | 制作局（「木曜」2024年9月27日まで） ネット局向けに裏送りを行っていた |
| 佐賀県       | エフエム佐賀（FMS）    | 2025年5月30日 |                                                                      |